# Ludgarda von Bogen
Ludgarda von Bogen (ur. ok. 1075; zm. 31 grudnia nieznanego roku) – księżna czeska.
Ludgarda była córką Aschwina von Windberg-Bogen. We wrześniu 1094 poślubiła księcia czeskiego Brzetysława II. Z tego małżeństwa pochodził syn Brzetysław.